# Crystalex
Crystalex CZ, s.r.o. ist ein tschechischer Glashersteller. Firmensitz und größter Produktionsort ist in der nordböhmischen Stadt Nový Bor vorzufinden. Im industriellen Verfahren werden Trinkgläser, Karaffen, Dekanter, Krüge und Vasen produziert – einige davon im weiteren Verfahren raffiniert.
Die Glashütte exportiert ihre Waren in 60 Länder der Welt und ist heute der größte Hersteller von Gebrauchsglas im Land. Das Unternehmen ist Inhaber der geschützten Marke Bohemia Crystal. Sie beteiligt sich an der Organisation des International Glass Symposium (IGS), das seit 1982 alle drei Jahre stattfindet.

## Geschichte
Bereits im 18. Jahrhundert war in Haida auf die Glasproduktion und den überregionalen Handel damit spezialisiert. Nach dem Zweiten Weltkrieg wurde eine große Zahl deutschsprachiger Angehöriger der Glasindustrie in den 1945 und 1946 gezwungen, die Tschechoslowakei zu verlassen.
Im Oktober 1945 erging ein Dekret, dass größere Betriebe verstaatlicht werden. Drei Jahre darauf, 1948, entstand mit Borocrystal n.p. ein Staatsbetrieb in dem 55 kleinere Betriebe aus der näheren Region vereinigt worden sind. Zeitgleich entstand der Betrieb Umělecké sklo n.p. (Kunstglas). Durch die Zusammenlegung beider Betriebe zusammen mit Borské sklárny n.p. entstand 1953 das staatliche Unternehmen Borské sklo n.p..

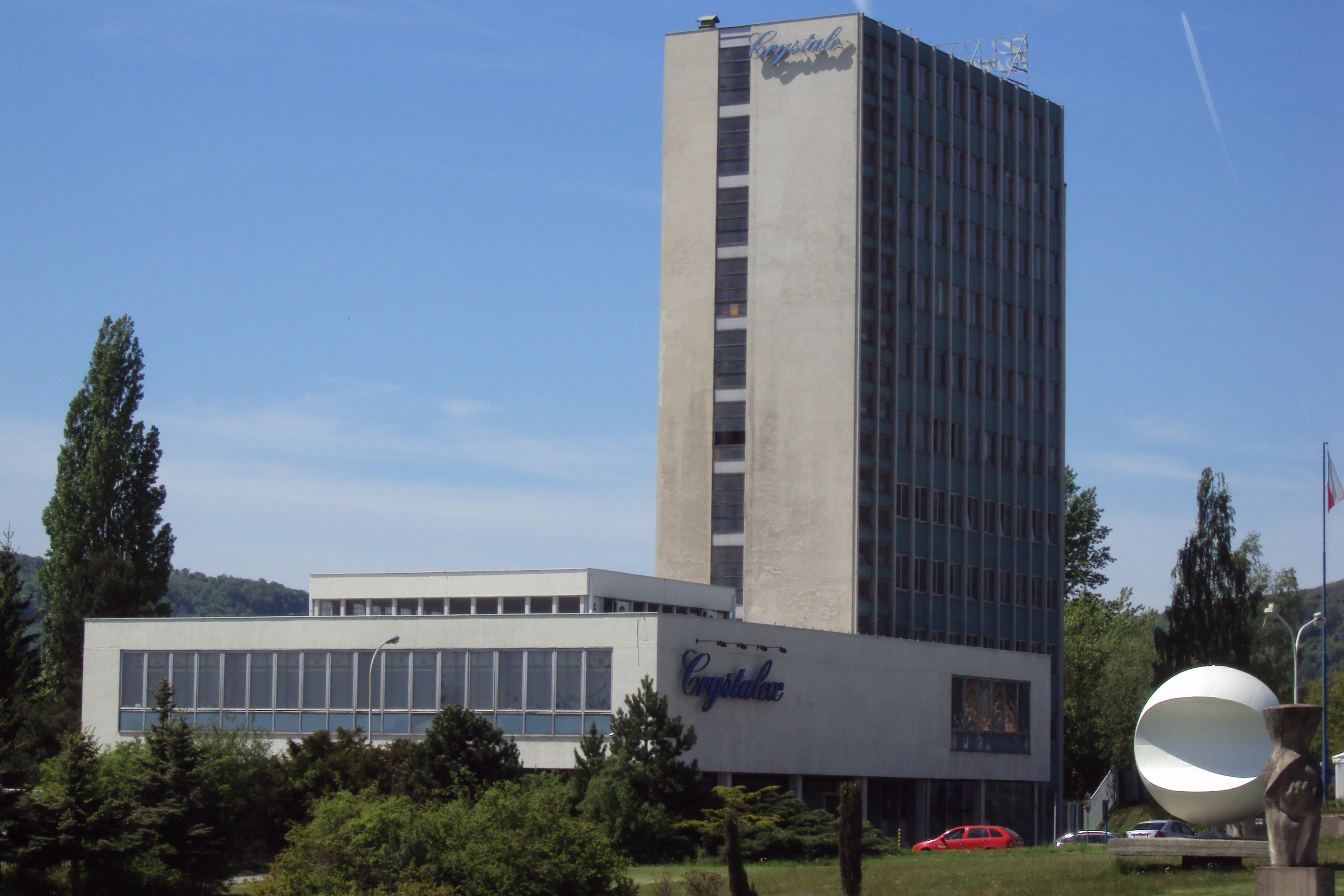
Sitz des Unternehmens in Nový Bor

Im Jahr 1967 wurde der Bau einer neuen Produktionsstätte in Nový Bor abgeschlossen: Die Gebäude der Glasfabrik wurden zwischen 1965 und 1967 gebaut. Es war das erste große Investitionsprojekt, mit dem ein ausländisches Unternehmen betraut wurde. Es war das aus Jugoslawien stammende Unternehmen Union Engineering. Ab 1972 wurde eine automatisierte Produktionslinie in Betrieb genommen. Den Namen Crystalex n.p. erhielt Borské sklo n.p. im Jahr 1974. In den 1970ern folgte eine landesweite Zentrierung der tschechoslowakischen Produktion von Gebrauchsglas nach Nový Bor. Den Export ins Ausland sicherte das Unternehmen Skloexport mit Sitz in Liberec.
Nach der Samtenen Revolution im Jahr 1989 wurde die Wirtschaft liberalisiert und schrittweise privatisiert. In Nový Bor entstanden nun erstmals nach Jahrzehnten wieder auch kleinere glasverarbeitende Betriebe. Im Januar 1994 wurde aus dem Staatsbetrieb Crystalex eine Aktiengesellschaft. Den Teilverkauf von 72 Prozent der staatlichen Aktien an eine tschechische Investitionsgesellschaft ist im Jahr 1997 staatlicherseits freigegeben worden. Die Dachgesellschaft Bohemia Crystalex Trading (BCT) vereinigte zahlreiche tschechische Glashersteller die ebenfalls privatisiert worden sind. Damit hatte Crystalex neben Nový Bor im Jahr 2008 beispielsweise folgende Produktionsstandorte:
- Hostomice nad Bílinou
- Karolinka
- Vrbno pod Pradědem

Im Jahr 2008 ging das Unternehmen, das mittlerweile vollständig zur BCT-Glasgruppe gehörte und einen Umsatz von 1,5 Milliarden Kronen erzielte, in Konkurs. Ein Insolvenzantrag wurde im Januar 2008 gestellt. Am 1. Oktober 2008 trat ein dreimonatiges Moratorium in Kraft, welches die Versorgung mit Energie für eine Fortsetzung der Produktion ermöglichte. Die Investorengesellschaft hatte innerhalb dieser drei Monate einen neuen Kapitalgeber oder Käufer zu finden. Zum 30. Dezember 2008 endete das Moratorium. Eine Verlängerung der Frist wäre möglich, worauf die Investoren aber verzichteten und die Insolvenz in Kauf nahmen. Am 20. Januar 2009 wurde die Produktion in allen Werken gestoppt und alle 1.800 Mitarbeiter, davon 1.200 in Nový Bor, entlassen.
Am 6. August 2009 wurden die Glashütten in Nový Bor und Karolinka für 362,7 Mio. Kronen von CBC Invest mit Kapital aus Russland und der Slowakei übernommen. Hierbei wurde de facto das Unternehmen Crystalex CZ, s.r.o. neu gegründet. Im Januar 2010 wurde die Produktion wieder aufgenommen. Im gleichen Jahr erzielte Crystalex einen Gewinn in Höhe von mehreren Millionen Dollar. Damit wurde auch der Export weiter verstärkt. Ende 2010 waren in Nový Bor 500 und in Karolinka 170 Personen beschäftigt.
Im Jahr 2013 wurden Öfen mit drei Produktionslinien für größere Glasprodukte fertiggestellt. Das Produktionsvolumen erreichte damit erstmals wieder Werte wie vor dem Konkurs im Jahr 2008. 646 Beschäftigte waren 2013 bei Crystalex tätig. Im Jahr 2013 erzielte das Unternehmen einen Umsatz von 870 Millionen Kronen.
2020 erfolgte, nach Konzentration der Produktion nach Nový Bor, die Schließung der Glashütte Karolinka.